# Guamal (Magdalena)
Guamal es un municipio localizado en la margen oriental del brazo de Mompós, del río Magdalena, en la subregión sur del departamento del Magdalena, Colombia. Se encuentra a 330 kilómetros de Santa Marta. Su territorio es plano, aunque rodeado en su zona oriental por la ciénaga de Chilloa. Cuenta con una extensión de 554 km², con una altitud promedio de 24 metros sobre el nivel del mar y temperatura promedio de 37 °C.
La conexión principal del municipio, con el resto de la región, es la vía nacional 78, conocida como: Transversal de la Depresión Momposina, que lo comunica con poblaciones aledañas como El Banco y Mompox. Por dicha Transversal se conecta con la vía nacional 45, también conocida como Ruta del Sol II.

## División Político-Administrativa
Además de su Cabecera municipal. Guamal tiene bajo su jurisdicción los centros poblados:
- Bellavista
- Carretero
- Casa de Tabla
- El Veintiocho
- Guaymaral
- Hato Viejo
- La Ceiba
- Las Flores
- Los Andes
- Murillo
- Pedregosa
- Playas Blancas
- Ricaurte
- Salvadora
- San Antonio
- San Isidro
- San Pedro
- Santa Teresita
- Sitio Nuevo
- Urquijo
- Villanueva.

#### Veredas
Además, el municipio tiene constituido las siguientes veredas: Guacamayal, San Agustín, Pueblo Nuevo, S de Marañón, Isla Grande, Cuatro Bocas, S de Tasajera, Puerto Rangel, Mocuto, Kilómetro 14, S del Osco, Bella Unión, Campo Amor, San Francisco, Los Tamaquitos, La Peña, El Guáimaro, El Ecuador, La Estación, Aguada de Moreno, Manantial, La Linda, Cascajal, El Totumo, Las Pachitas, Villa Conchi, Coyaima, Poncio, Las Guayabitas y El Pantano.

## Historia
El distrito de Guamal perteneció en la época federal colombiana al departamento de El Banco en el Estado Soberano de Magdalena.

## Turismo
Guamal, cuenta con la Semana Santa de tradición religiosa que conmemora la pasión, muerte y resurrección de Jesucristo con actos y procesiones que se realizan desde la noche del Jueves Santo, Viernes de Dolores hasta el Sábado Santo, con la participación de más de mil nazarenos. Esta tradición surgió de la necesidad de los nazarenos de pagar su manda y la dificultad que representaba desplazarse desde Guamal hacia el vecino municipio de Mompox para asistir a las procesiones. Las imágenes de las procesiones han sido talladas por manos guamaleras, momposinas e italianas, y varias de las marchas que se ejecutan los días santos también tienen origen guamalero y momposino.
Guamal cuenta con un complejo cenagoso llamado la rinconada, en donde se encuentra los balnearios de la “Puntica” y Bellavista. En el centro poblado Santa Teresa " hay un puerto o balneario a orillas de la ciénaga, llamado  "La puntica", donde se realizan actividades recreativas, y culturales, muy visitado por los turistas de la región con un ambiente familiar, las personas se pueden bañar en las ciénaga, el agua es dulce y cristalina, el paisaje es abrumador.

## Estructura organizacional municipal
| Guamal       | Guamal      | Guamal                     |
| Departamento | Código DANE | Categoría municipal (2023) |
| ------------ | ----------- | -------------------------- |
| Magdalena    | 47318       | Sexta                      |

- Personería: Es un centro del Ministerio Público de Colombia que ejerce, vigila y hace control sobre la gestión de las alcaldías y entes descentralizados; velan por la promoción y protección de los derechos humanos; vigilan el debido proceso, la conservación del medio ambiente, el patrimonio público y la prestación eficiente de los servicios públicos, garantizando a la ciudadanía la defensa de sus derechos e intereses.

- Concejo Municipal: Es la suprema autoridad política del municipio. En materia administrativa sus atribuciones son de carácter normativo. También le corresponde vigilar y hacer control político a la administración municipal. Se regulan por los reglamentos internos de la corporación en el marco de la Constitución Política Colombiana (artículo 313) y las leyes, en especial la Ley 136 de 1994 y la Ley 1551 de 2012.

Constituido por 13 concejales por un periodo de 4 años.  
- Alcaldía Municipal: En esta se encuentra la administración municipal y las entidades descentralizadas del municipio.

El Alcalde se pronuncia mediante decretos y se desempeña como representante legal, judicial y extrajudicial del municipio. El actual Alcalde municipal es José Ramos Gómez (2024-2027), elegido por voto popular.
- 'JAL'. Sin constitución alguna en los corregimientos del municipio.

### Servicios públicos
- Energía Eléctrica: Afinia, del grupo EPM, es la empresa prestadora del servicio de energía eléctrica.
- Gas Natural: Gases del Caribe es la empresa distribuidora y comercializadora de gas natural en el municipio.